# Ánna Diamantopoúlou
Ánna Diamantopoúlou (en grec moderne : Άννα Διαμαντοπούλου) née à Kozani (Grèce) en 1959, est une femme politique grecque. Elle appartient au Mouvement socialiste panhellénique (PASOK), d'inspiration sociale-démocrate.

## Biographie

### Haut fonctionnaire
Après des études d'ingénieur civil à l'université Aristote de Thessalonique, Ánna Diamantopoúlou devient l'une des plus jeunes nomarques (préfets) de Grèce à la suite de sa nomination à Kastoria en 1984. En 1986, elle est secrétaire générale pour la Formation continue (que venait de créer Geórgios Papandréou) puis présidente en 1993 de l'Organisation hellénique des petites entreprises et de l'artisanat et enfin secrétaire générale à l'Industrie.

### Parcours politique
Elle est élue au Parlement hellénique pour Kozani en 1996. Elle est alors nommée ministre du Développement et de la Privatisation, avant de devenir commissaire européenne pour l'Emploi et les Affaires sociales en 1999. Elle propose notamment de faire de l'anglais la seconde langue officielle de Grèce, déclenchant un débat passionné.
À son retour en Grèce en 2004, elle retrouve son siège de députée. Elle participe à la rédaction des programmes électoraux du PASOK pour les élections législatives de 2007 et 2009. À la suite de ce scrutin, elle revient au gouvernement, en tant que ministre de l'Éducation, de la Formation continue et des Cultes. Elle est reconduite en 2011, par Loukás Papadímos. Devenue ministre du Développement, de la Compétitivité et de la Marine marchande le 7 mars 2012, elle est remplacée, dès le 17 mai, par le technicien Ioánnis Stournáras.

### Engagement idéologique
Elle dirige le think-tank pro-européen To Diktio (« Le Réseau »).